# Військова медаль (Австро-Угорщина)
Військова медаль — (нім. Kriegsmedaille) — австро-угорська медаль для військовиків. Першопочатково була пам'ятною, але потім нею стали нагороджувати за участь у конкретних військових операціях.

## Історія нагороди
Військову медаль імператор Франц Йосиф I затвердив 2 грудня 1873 р. Вона призначалась, як пам'ятна медаль, для військовиків, які були на службі з дати його коронації (2 грудня 1848 р.). Проте, початкова пам'ятна медаль пізніше почала вручатись і за участь в інших військових операціях. Загалом було три хвилі нагородження Військовою медаллю:
1. Як пам'ятною від 2 грудня 1873 р.
2. За участь в окупації Боснії і Герцеговини у 1878 р.
3. За участь у придушенні «Боксерського» повстання в Китаї у 1900—1901 рр.[1]

До початку Першої світової війни Військова пам'ятна медаль в порядку старшинства австро-угорських нагород розміщувалась між Залізним хрестом заслуг та Військовим хрестом за цивільну службу 2-го ступеня.

## Опис медалі
Медаль мала круглу форму, діаметр — 36 мм. На аверсі зображався повернутий вправо профіль Франца Йосифа I, навколо якого був напис: «FRANZ JOSEPH I. KAISER V. ÖSTERREICH KÖNIG V. BEGMEN ETC. APOST. KÖNIG V. UNGARN.» (Франц Йосиф I Імператор Австрії, Король Богемії, ETC, Апостольський Король Угорщини). На реверсі у вінку з лаврових та дубових гілок був напис: «2. DECEMBER 1873» — день затвердження медалі.
Медаль носилась на трикутній колодці, шириною 40 мм. Стрічка до медалі була комбінованою, з чорного та жовтого кольорів (австрійські імперські барви).

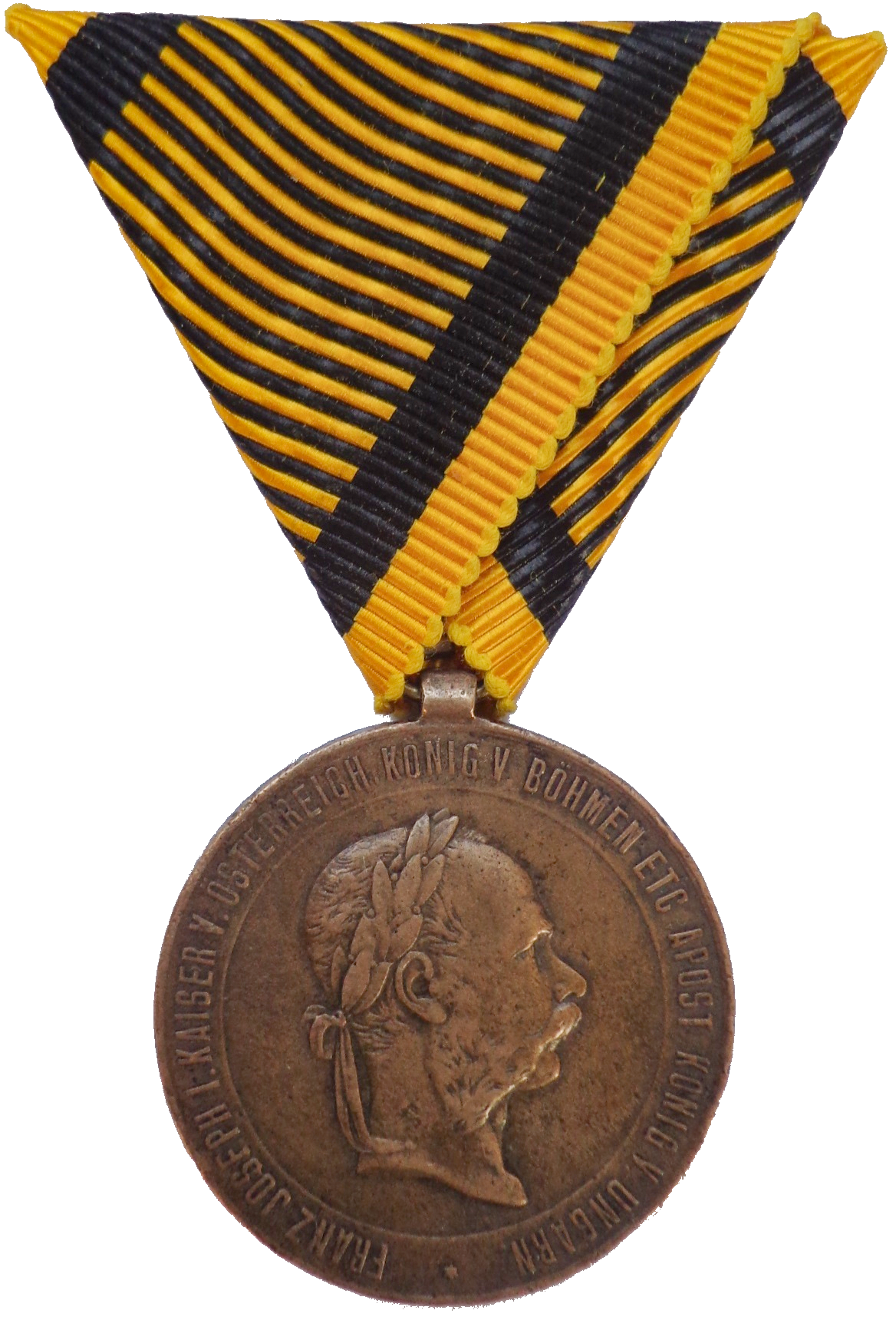
Аверс медалі.
Реверс медалі.
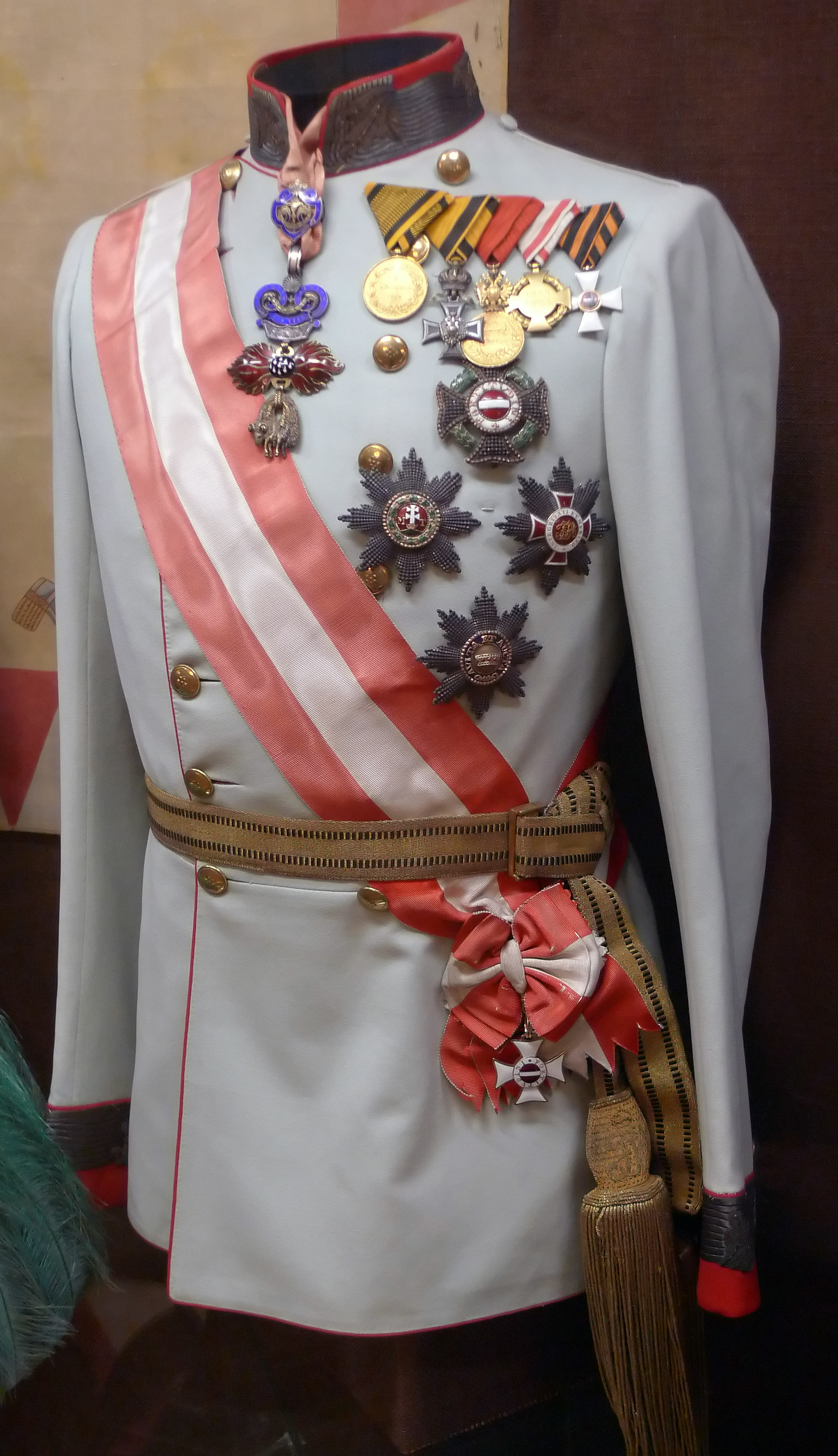
Парадний кітель Франца Йосифа І з "Військовою медаллю" (перша на грудях).
Прапор Цислейтанії (Австрійської імперії) 1867-1918 рр.